# Johnny Ruffo
John Patrick "Johnny" Ruffo (Balcatta, Perth, 8 de marzo de 1988 - Sídney, 10 de noviembre de 2023) fue un cantante y actor australiano, principalmente conocido por haber interpretado a Chris Harrington en la serie Home and Away.

## Biografía
Nació en Balcatta, un suburbio de la ciudad de Perth (Australia Occidental). Hijo de Jill y Pascoe Ruffo, sus padres se separaron cuando Johnny tenía tres años. Tiene un hermano llamado Michael Ruffo.
Era buen amigo de la actriz Lynne McGranger.
El 10 de agosto de 2017 se anunció que Johnny se había sometido a una cirugía para extirpar un tumor cerebral, el cual fue descubierto después de haber ido al hospital para checar la migraña que tenía. Poco después Johnny anunció que había sido diagnosticado con cáncer cerebral y que se sometería a un tratamiento agresivo. Lamentablemente en noviembre de 2020 Ruffo anunció que su tumor cerebral había regresado y en diciembre del mismo año comenzó con su quimioterapia.

## Carrera
En 2011 se unió a la tercera temporada de la versión australiana del concurso de canto The X Factor donde audicionó con la canción "Do You Remember" de Jay Sean. Johnny terminó en el tercer lugar, el ganador del programa fue el cantante  Reece Mastin.
En diciembre del mismo año copresentó el programa de radio the radio "Nova's Fresh Hits" junto a Gawndy en la estación Nova FM. El 20 del mismo mes cantó en el Melbourne State Library como parte del Optus Celebrity Carols una iniciativa para juntar dinero para la fundación World Vision Australia.
En marzo de 2012 se reveló que Johnny había firmado con Sony Music Australia. En mayo apareció como acto de apoyo para New Kids on the Block y los Backstreet Boys para el tour "NKOTBSB". El 15 de junio debutó su sencillo "On Top" el cual obtuvo el lugar 14 en los ARIA Singles Chart y obtuvo el platino en el Australian Recording Industry Association (ARIA). 
El mes siguiente apareció en la duodécima versión del concurso de baile Dancing with the Stars en donde su pareja fue la bailarina profesional Luda Kroitor y ganaron, el dinero ganado por la pareja fue donado a la fundación Youth Off The Streets. Poco después apareció como apoyo en el concierto de One Direction en Australia durante su tour "Up All Night".
En septiembre fue presentador del programa The X Stream. El 19 de octubre debutó su segundo sencillo "Take It Home".
El 1 de abril de 2013 se unió como personaje recurrente a la exitosa y aclamada serie australiana Home and Away donde interpretó a Chris Harrington el hermano mayor de Spencer Harrington (Andrew J. Morley), hasta el 22 de septiembre de 2016, después de que su personaje decidiera irse de la bahía y mudarse a Sídney.
En 2016 se anunció que Johnny se había unido al elenco de la miniserie House of Bond.

## Vida privada
Johnny Ruffo primero fue diagnosticado con cáncer cerebral el 10 de agosto de 2017 y después de recibir tratamiento entró en remisión. En 2020 anunció en sus páginas sociales que el cáncer había regresado por segunda vez. En agosto de 2022, reveló que el cáncer era terminal, dijo que quería vivir hasta la Navidad. Ruffo murió el 10 de noviembre de 2023 a los 35 años. Tenía una relación con Tahnee Sims.

## Filmografía

### Series de televisión
| Año         | Título        | Personaje        | Notas                   |
| ----------- | ------------- | ---------------- | ----------------------- |
| 2020        | Neighbours    | Owen Campbell    | 6 episodios             |
| 2017        | House of Bond | Dave King        | 2 episodios - miniserie |
| 2013 - 2016 | Home and Away | Chris Harrington | 302 episodios           |

### Apariciones
| Año         | Título                 | Notas                      |
| ----------- | ---------------------- | -------------------------- |
| 2011 - 2012 | The X Factor           | concursante - 26 episodios |
| 2012        | Australia's Got Talent | episodio "Live Decider"    |
| 2012        | Dancing with the Stars | 4 episodios                |

## Premios y nominaciones
| Año  | Categoría               | Premio              | Serie         | Resultado |
| ---- | ----------------------- | ------------------- | ------------- | --------- |
| 2014 | Most Popular New Talent | Silver Logie Award  | Home and Away | Nominado  |
| 2011 | Bachelor of the Year    | Cleo Magazine Award | -             | Nominado  |